# مارفن غونزاليس
مارفن رينيه غونزاليس ليفا (بالإسبانية: Marvin González)‏ (مواليد 17 أبريل 1982 في إل ريفيوخيو) لاعب كرة قدم سلفادوري دولي يجيد اللعب في خط الدفاع . يلعب حاليا لصالح نادي أغويلا السلفادوري منذ 2010 .

## روابط خارجية
- مارفن غونزاليس على موقع الاتحاد الدولي (مؤرشف)  (الإنجليزية)
- مارفن غونزاليس على موقع قاعدة بيانات كرة القدم.إي يو (الإنجليزية)
- مارفن غونزاليس على موقع ناشيونال فوتبول تيمز (الإنجليزية)
- مارفن غونزاليس على موقع عالم كرة القدم.نت (الإنجليزية)